# Brusselse gewestverkiezingen 2014/Kandidatenlijst/Ecolo
Dit is de kandidatenlijst van Ecolo voor de Brusselse gewestverkiezingen van 2014. De verkozenen staan vetgedrukt.

## Effectieven
1. Christos Doulkeridis
2. Zoé Genot
3. Arnaud Pinxteren
4. Barbara Trachte
5. Alain Maron
6. Céline Delforge
7. Ahmed Mouhssin
8. Khadija Tamditi
9. Thibaud Wyngaard
10. Sandrine Couturier
11. Charles Lejeune
12. Catherine Lemaitre
13. Mohssin El Ghabri
14. Catherine Morenville
15. Xavier Wyns
16. Audrey Lhoest
17. Ivan Salazar
18. Salima Barris
19. Alain Dewez
20. Ingrid Parmentier
21. Emre Sumlu
22. Zoubida Jellab
23. Giuseppe Randisi
24. Annick Vanderpoorten
25. Ken Ndiaye
26. Fiorella Llanos Jimenez
27. Youssef Abslimou
28. Christine Roy
29. Vincent Molenberg
30. Christine Coppin
31. Luis Barbaran Erazo
32. Catherine Marion
33. Pierre-Yves Lux
34. Kim Moors
35. Richard Ishema
36. Maïté Bodart
37. Yannick Franchimont
38. Rajae Maouane
39. Christophe Demol
40. Isabelle Vanlathem
41. Samuel de Surgères
42. Anne Tyssaen
43. Mamadou Bah
44. Odile Bury
45. Christian Gretry
46. Olenka Czarnocki
47. Laurent Pirotte
48. Laurence Willemse
49. Jean-Michel Lambermont
50. Sylvie Warnotte
51. Hugo Perilleux Sanchez
52. Brigitte Hombergen Meire
53. Naher Arslan
54. Catherine Rousseau
55. Julien Bongo
56. Anne-Françoise Gailly
57. Thomas Vercruysse
58. Christine Verstegen
59. Hicham Talhi
60. Aminata Sambou
61. Housini Chairi
62. Loné Ngosso
63. Bernard Richelle
64. Barbara de Radigues
65. Samir Bendimered
66. Marie-Thérèse Coenen
67. Victor Lévy
68. Isabelle Durant
69. Lazalo Ngyess
70. Marie Nagy
71. Vincent Lurquin
72. Evelyne Huytebroeck

## Opvolgers
1. Magali Plovie
2. Jérémie Drouart
3. Elise Willame
4. Matteo Segers
5. Cathy Clerbaux
6. Antoine Bertrand
7. Lidia Calatayud
8. Guillaume Le Mayeur
9. Martine Cornil
10. Philippe Delchambre
11. Mariam El Hamidine
12. Pierrot Desmet
13. Caroline Lhoir
14. Philippe Debry
15. Anne Herscovici
16. Jacques Morel